# Elseworlds
Elseworlds (с англ. — «Другие миры») — импринт американского издательства комиксов DC Comics. Выпускает комиксы, действие которых происходит вне привычной вселенной DC. Действие подобных серий описывает привычных читателю персонажей, вроде Бэтмена, в совершенно необычном виде. Название «Elseworlds» было зарегистрировано в 1989 году, в том же году была выпущена первая история, и вскоре импринт вытеснил предыдущую серию Imaginary Stories, созданную для схожих целей.
В отличие от схожего импринта Marvel Comics под названием What If…?, в котором истории основаны на одной точке расхода с основным континуумом вселенной, большинство историй Elseworlds располагаются в своих собственных вселенных, с основным континуумом вселенной их связывают лишь персонажи, их имена и некоторые отличительные черты.
Стартовав в 1989 году, импринт выпускал истории в течение почти 20 лет, однако после графического романа 2006 года Batman: Year 100 логотип импринта не появлялся на комиксах до августа 2010 года, когда в Интернет попала обложка нового комикса Superman: The Last Family of Krypton.

## История

### Imaginary Stories
С самого начала издаваясь в формате комикса, истории показывали привычных героев, вроде Супермена и Бэтмена, в разных интерпретациях. Иногда, как юмористических персонажей с очень небольшой логикой истории, а иногда как более фентезийных персонажей, нежели научно-фантастических, как в оригинале. С 1942 по середину 1980-х годов, во время Серебряного века комиксов, DC Comics начала уходить дальше от привычной вселенной, создавать истории, вообще никак не связанные с основной серией. Эти комиксы были позже названы "Imaginary Stories", первым в серии стал комикс "Superman, Cartoon Hero!"